# DEVILMAN crybaby
| デビルデザイン・ デビルキャラ作画監督 | 押山清高                 |
| 美術監督                              | 河野羚                   |
| 色彩設定                              | 橋本賢                   |
| 撮影監督                              | 久野利和                 |
| 編集                                  | 齋藤朱里                 |
| 音響監督                              | 木村絵理子               |
| ラップ監修                            | KEN THE 390              |
| エグゼクティブ プロデューサー         | 岩上敦宏 永井隆 坂本和隆 |
| プロデューサー                        | 新宅洋平 永井一巨        |
| 制作プロデューサー                    | Choi Eunyoung            |
| 協力                                  | Netflix                  |

『DEVILMAN crybaby』（デビルマン クライベイビー、以下「crybaby」）は日本の漫画家永井豪の漫画「デビルマン」を原作に制作されたアニメーション作品。永井の画業50周年を記念して制作され、2018年1月5日（JST）よりNetflixリミテッドシリーズとして全世界でストリーミング配信されている。本作品は作中の舞台を2010年代に置き換えキャラクターもアレンジされているが、基本は漫画版の展開に寄せて描かれており、一部設定は旧OVA版に準じている。漫画版「デビルマン」の筋書きを明確に踏襲し最後まで描いたアニメーションは本作品が初である。リリースに際したキャッチコピーは「本当の悪魔を、まだ誰も知らない」「殺せ、本能のままに」。
第22回文化庁メディア芸術祭アニメーション部門審査委員会推薦作品。

## メインストーリー
時は現代、世界で頻発する猟奇殺人、超人的な頭脳や運動能力に目覚めた人々、悪魔崇拝を模した闇のパーティー、不穏な噂が囁かれる日本。高校生の不動明は海外を飛び回る両親の代わりに幼馴染の牧村美樹の家へ居候し、穏やかな日々を送っていたが、ある日、明の前へ親友の飛鳥了が現れる。明の同い年にして大学教授を務める了は、近年世界で発生する異常が「悪魔」の仕業であると告白する。古代の先住民を研究するフィキラ教授に同行しアマゾンの奥地へ入った了は、旅中にフィキラが悪魔に憑依されるのを目撃したという。フィキラの研究する先住民とは悪魔のことで、有史以前より他の生物と合体することでその力を手に入れ進化してきた。そして現代、人間社会に紛れ人類を脅かそうと暗躍しているのだ。悪魔の証拠を掴むべく、明と了は悪魔が人間へ憑依する現場であるサバト、ドラッグパーティーへ潜入する。明はそこで強力な力を宿した悪魔アモンに憑依されかかる。しかし死の恐怖による理性崩壊、そして明の元来の強い意志が原因で心までは乗っ取られず、悪魔の力を宿しながら人の心を保った「デビルマン」へ変身した。
悪魔の力を活用すべく、明は了と共に悪魔殲滅に動き出す。昼間は人間として過ごし、夜は悪魔を倒して回り、その映像を悪魔存在の証拠として記録する。美樹につきまとうカメラマンの長崎へ憑依するゲルマー、明の両親を殺した悪魔ジンメン、明に憑依しかかり消滅したアモンを呼び覚まそうとするシレーヌ、次々に現れる悪魔の刺客を撃退するうち、明は悪魔由来の破壊衝動に悩まされる。やがて悪魔との戦いに喜びを見出すまでになるが、それでも人間の心を繋ぎ止めようと懸命に努めた。
やがて、了は悪魔を人類へ公にする作戦を企てる。高校陸上のスター選手である幸田燃寛が悪魔であると突き止めた了は、彼が出演する陸上競技イベント会場にて、薬物を用いて彼の正体を暴こうとしたのだった。作戦は了の思惑通り進み、全世界が悪魔による凄惨な虐殺を目撃した。犠牲を厭わない了の作戦に後ろ向きだった明は、幸田が悪魔ではなく、自身と同じ人の心を宿したデビルマンであると察知し、彼を匿うのだった。
幸田の事件を経て世間の雰囲気は険悪化する。隣人が悪魔かもしれないという疑心暗鬼から民間人が殺される事件が多発し、ついには市民による悪魔狩り集団が台頭し、犠牲者の数は跳ね上がる。悪魔たちは人類が自滅する様子を静観していた。悲惨な事態を冷静に受け止め犠牲者を軽視する了に対して、明は世界中に潜伏するデビルマンを集め、悪魔に対抗する軍団の結成に動き出す。そんな中、美樹の母親亜樹子と弟の太郎が突如として失踪する。了が調べた位置情報を頼りに、明と牧村の父親ノエルは2人を発見するが、僅かに間に合わず、デビルマンと化した太郎が衝動に負けて亜樹子を捕食していたのだった。悪魔狩りの銃撃を受けて太郎、ノエルも蜂の巣にされてしまう。3人を埋葬した明は、その直後、悪魔の首領格である大魔王ゼノンの襲撃を受け敗北してしまうが、ゼノンの上に位置する悪魔たちの救世主大魔神サタンの意志により見逃された。
一方、世界では人間の潰し合いが激化し、遂に国家間の核戦争が勃発する。自身の推測通りに事態が進むのを静観していた了は、ふとその順調さに、何者かの意志を感じ取る。自身の過去を省みた了は、フィキラと共に訪れたアマゾンへ舞い戻る。すると埋めたはずのフィキラの遺体はなく、フィキラ自体架空の存在であることが発覚する。戦慄する了の前へ、突如悪魔の集団が現れる。人間の心や記憶を操作できる悪魔サイコジェニーによって記憶の封印を解かれた了は、自身が悪魔の頂点に立つ大魔王サタンであったことを思い出す。サタンは世界の創造主の配下であったが、創造主である神へ戦いを挑み、敗走の末へ地球へ降り立った。太古の地球では悪魔が生き残りを懸けた戦いを繰り広げていた。悪魔の生物性を気に入ったサタンは彼らに味方する堕天使となった。しかし地球へやってきた神々の総攻撃によって、サタンを始めとする悪魔たちは殲滅された。魂だけで実態を持たず宇宙を漂流した悪魔たちは、人類が繁栄しだしたのと同時に復活を遂げたのだった。人間の少年飛鳥了として復活したサタンは人類殲滅の作戦を無意識のうちに進めたが、深い愛情に満ちた明と出逢い、彼だけはデビルマンにすることで人類滅亡後も生かそうとしたのだった。
日本へ戻った了は日本政府の放送を介して「悪魔の正体は、世間へ不満を持つ人間である。悪魔を倒すためには悪魔になる前に殺すしかない」といったデマを流布する。さらに、明は人間に化けた悪魔のひとりであると事実を捏造する。全人類から敵視される明だったが、彼の他人のために涙を流す心優しさが残っていることを見た美樹だけは彼を信頼する。牧村家を離れた明は争いを止めない人類の前へ立ち争いの無意味さを訴える。暴力に支配された人々の攻撃を無抵抗に受け入れる明の姿に、やがて人々は過ちに気づき、デビルマンへの信頼を示した。一方、美樹は自身のSNSを通じて明がデビルマンであり、他人を慈しむ心を失っていないのだと発信する。寄せられるコメントは心ないものばかりだったが、やがて「自身もデビルマンだ」という反応が少しずつ現れた。悪魔の襲撃を退け、明は美樹の元へ帰還する。しかし明が牧村家へたどり着いたとき、美樹は暴徒によって痛めつけられた挙げ句に惨殺されていた。悪魔の如き人間を目の当たりにした明は憎悪と共に吐き出した業火によって暴徒を焼き尽くした。
長い争いの果て人類は激減し、世界は荒廃する。完全復活を遂げたサタンは、かつて自身が戦いを挑み敗北した神との戦いに備え、生き残った人類へ最後の戦いを仕掛ける。そこへ明が率いるデビルマンの軍団が襲来し、3つの勢力による混沌とした戦いが起こる。サタンを一騎打ちで追い込む明だったが、最後は強烈な熱光線によって下半身を失う瀕死の傷を追う。戦争の果てに人類は滅び、明とサタンだけが生き残った。やがて明も力尽き、サタンだけが生き残った。人類として過ごすうちに明を愛していたサタンは、明の死を嘆いた。
その様子を神々の軍団が見下ろしていた。神の攻撃によって地球は滅亡した。

## 背景

### 制作背景
「crybaby」の制作にあたり監督を務める湯浅政明は「原作に沿った内容」を意識したと語っている。「デビルマン」はこれまでアニメ、実写の媒体で度々映像化されてきたが、原作漫画の内容を忠実に映像化したものはなかった。「デビルマン」は暴力や性的な表現が非常に色濃く、その点を改変しなければ地上波放送などでのリリースは難しいものがあった。それらの表現の有無が物語の成立に影響すると考えた湯浅は、リリースがNetflixでのストリーミングサービスのみであるのに着目し、表現の規制を行わず原作を再現できると考えたという。ただし、原作の舞台が1970年代だったのに対して「crybaby」は制作当時の2010年代へ置き換えられている。それに当たって登場人物、特に不動明、牧村美樹、ミーコらが陸上部へ在籍しているというアレンジが試みられた。これは日常的に運動している人間と、悪魔との運動能力の格差を色濃くするためである。キャラクターデザインは湯浅が監督した「夜明け告げるルーのうた」で原画に携わったアニメーターの倉島亜由美によって書き起こされた。原作との時代背景の差違に伴い、原作の劇画調なタッチは撤廃され、キャラクター個々の髪型や服装なども現代風にアレンジがなされた。

### キャスティング
主人公の不動明を演じる内山昂輝は飛鳥了のオーディションを受けていたが、制作者サイドから明の役のオファーが出された。内山はかつて湯浅が監督した「ピンポン THE ANIMATION」にて主人公のひとりである月本誠役で出演していた。内山について湯浅は「努力を表に出さず簡単にこなせるように見せる、好きな役者である。そこで彼が苦労している様子を見てみたい」と半ば悪戯心から、内山のイメージとはやや異なる明の役のオファーを出したという。実際、製作中に内山は湯浅に対して少しだけ弱音をこぼしていた。
主人公のひとりである飛鳥了を演じる村瀬歩は役のオーディションの段階で制作者サイドによって見いだされていた。村瀬について湯浅は「了の捉えどころのないようで何か含みのあるキャラクター性をオーディション段階ですでに体現していた」と語っている。
ヒロインの牧村美樹を演じる潘めぐみは幼少期に家にあった「デビルマン」の漫画を内容を理解できないまま読み、絵の迫力や恐怖がずっと印象付いていたと語っている。美樹役のオーディションを受けた際には、美樹のボーイッシュな性格にマッチする演技の答えを見出だせぬまま終了し、正式なオファーを受けた際には再び役に挑戦できると意欲的な意識を持った。
終盤で登場した悪魔の首領格である悪魔王ゼノンはロックバンド女王蜂のフロントマンであるアヴちゃんが演じている。3つの首を持つゼノンに対して、アヴちゃんは音楽シーンでも発揮している男声と女声の使い分けによって演技しており、これについて湯浅は「非常に面白いキャラクターになった」と評している。

### ラップ・ヒップホップミュージックの導入
「crybaby」の時代背景は、原作漫画が1970年代を舞台としているのに対して、2010年代の現代へ変更されている。そのため原作で主人公らを取り巻く政、ドス六、など古風でステレオタイプな不良学生の代替としてストリートでラップバトルに興ずる5人の学生が導入された。そのうち4人は実際にラッパーとして活躍するタレントによって声が当てられている。ラップの内容はキャストとして出演するKEN THE 390が監修を務めている。

## 登場人物

### 主要登場人物
不動明 / デビルマン（Akira）
声 - 内山昂輝、山崎智史（幼年時代）
主人公。カミオカ学園へ通う男子高校生。両親が海外勤務で不在のため牧村家へ居候している。高校では陸上部へ在籍しているが、部内きっての鈍足で「なぜ陸上をやってるかわからない」とまで揶揄されていた。その一方非常に高い共感能力から他人の悲しみに敏感で、思わず涙を流してしまうことがしばしばある。これについて同棲している美樹からは「人のために泣いている」と肯定的に評されている。幼少からの親友である了に連れられサバトに扮したドラッグパーティーへ潜入した際、姿を現した悪魔の暴虐を目の当たりにしたことで、死の恐怖による理性の崩壊の隙を突かれ、非常に強い力を持つ悪魔「アモン」に合体されるが、元来の強い精神力によりアモンの意識を抑え込み、悪魔の体と人間の心を併せ持つ存在「デビルマン」へと変身する。デビルマン化をきっかけに、線の細かった体格は筋肉質に、温厚な顔つきは見事な強面となり、性格は好戦的なものへと変貌した。運動能力は人間の限界を凌駕しており、100メートル競走では手を抜いて10秒という好タイムを記録し、男4人を片手一本で一掃した。ただし屈強な体を維持するためには莫大なエネルギーを要し、何十人分もの食事を食べてもまだ空腹を覚えるほどである。
飛鳥了（Ryo） / サタン
声 - 村瀬歩、藤村真優（幼年時代）
男性。明の幼馴染で親友。10代ながら天才的な頭脳を見込まれアメリカの大学で教授を務めており、コメンテーターとしてテレビへの出演もこなしている。悪魔を研究するフィキラ教授に同行してアマゾンの奥地へ訪れた最中に、人間と敵対する悪魔の存在を知り、人類存亡をかけて密かに日本の明の前へ現れ、デビルマンとなった彼と共に悪魔の存在を公にするための行動を開始する。
その正体は、悪魔の王である大魔神サタン。その記憶は封印されていたが、秘書であったサイコジェニーの手によって記憶を取り戻す。

#### 牧村家
牧村美樹（Miki）
声 - 潘めぐみ
本作品のヒロイン。牧村家の長女。明と同じ高校の陸上部に在籍しており、陸上競技の優れた成績から「陸上界の魔女」の通称で呼ばれている。
明がデビルマンであることを知った後も明の人間の心を信じ続け、SNS上に明と自分の関係、明が人間の心を持つデビルマンであることを書き込む。その直後に暴徒に襲われ、殺害されてしまう。美樹のSNSへの投稿を受け、全世界からデビルマンたちが集まり、集結するきっかけとなった。
牧村太郎（Taro）
声 - 稲川英里
牧村家の長男。
中盤以降は悪魔にとりつかれてしまう。当初は隠していたが、犬を食べていたところを亜樹子に見つかり、家族に迷惑をかけないように亜樹子と二人で姿をくらます。だが衝動を抑えきれず、亜樹子を食べてしまう。
牧村ノエル
声 - 小原雅人
牧村家の父で白人。野菜専門のレストラン「ベジディナー」を営んでいる。
亜樹子と太郎がいなくなった際には二人を探して街を彷徨う。だが亜樹子を食べる太郎の姿を目撃したため、太郎を撃とうとするが、葛藤している間に自衛隊によって太郎諸共銃撃され、亡くなってしまう。
牧村亜樹子
声 - 小林さやか
牧村家の母。
悪魔に取り憑かれた太郎が周りに迷惑をかけないように二人で姿をくらますが、衝動を抑えられなかった太郎に食べられてしまう。
ターコ
声 - 高橋李依
牧村家で飼われている猫。体毛は黒一色。
終盤では悪魔に取り憑かれており、テレパシーで会話できるようになっている。

#### 明・了を取り巻く人々
ミーコ / 黒田 ミキ（Miko,Mi-Ko）
声 - 小清水亜美
カミオカ学園へ通う高校生。女性。明や美樹と同じく陸上部に在籍しており、同じ名前の読みの美樹との差別化を図るために周囲からは「ミーコ」と渾名で呼ばれている。
幸田燃寛（Koda）
声 - 平野潤也
陸上競技で多大な注目を集める男子高校生。5つの世界ユース記録を所持している。
長崎光司（Nagasaki）
声 - 津田健次郎
カメラマンの男性。いわゆる素人もののエロ本で高校生の淫らな姿を撮影しており、美樹へ何度もグラビア撮影のオファーを出している。当人は現在の仕事に不満で、報道関係への移籍を熱望している。近年密かに流行している悪魔崇拝を模したドラッグパーティー、サバトの調査を試み、廃品置き場で悪魔が人間を蹂躙する様子を撮影している最中、偶然にもデビルマンに変身する明を目撃する。この事実を露呈しようと試みたが、その直前で編集者の体を則ったアグウェルと共に行動するゲルマーに体を乗っ取られてしまう。
ワム（Wam）、ガビ（Gabi）、ククン（Kukun）、バボ、ヒエ
声 - KEN THE 390（ワム）、木村昴（ガビ）、YOUNG DAIS（ククン）、般若（バボ）、AFRA（ヒエ）
ヒップホップを愛する不良青年たち。
不動礼次郎
声 - 桐本拓哉
明の父親。医者で長らく海外勤務が続いており、明とは離れて暮らしている。
妻の香織と日本に帰国するが、飛行機からターミナルへ移動するバスの車内でジンメンに取り憑かれ、香織を含めた乗客を食べてしまう。
不動香織
声 - 中村千絵
明の母親。礼次郎同様医療従事者で、やはり海外勤務が長い。亜樹子との付合いが長く「大親友」と称されている。
夫の礼次郎と共に帰国した際、ジンメンに食われてしまう。

### 悪魔
シレーヌ（Sirene）
声 - 田中敦子
巨大な翼を持つ女性型の悪魔。白髪の妖艶な雰囲気の女性に擬態している。
性欲が強く、特にアモン(不動明)に執着を持っている。
カイム（Kaim）
声 - 小山力也
四足獣の姿をした悪魔。壮年の男性に擬態する。シレーヌのことを愛している。
アグウェル
声 - 白熊寛嗣
ゴシップ雑誌の編集長である男と合体し、その権力を用いて人間界の情報を収集していた。ゲルマーに乗っ取られた美樹を囮に背後から明を斬り裂こうと試みるが、了の狙撃によって頭部を破壊され死亡した。
ゲルマー
声 - 駒谷昌男
体の多くが水分で構成されている。人体へ侵入することで宿主を自在に操る術を持っている。美樹を操ることで明をおびき寄せ、倒そうと試みたが、その作戦をスマートフォンを通じて了に盗聴されていたために叶わなかった。アグウェルが死亡したため逃亡を図ったが、デビルマンへ変身した明によって美樹の体から吸い出され、今度はそのまま明を支配しようと試みるが、さらに明が自ら高熱を発して攻撃したためにたまらず逃れ、細長い四足歩行の怪物である実態を現した。最後はデビルマンの拳で脇腹を貫かれた挙げ句、真っ二つに引き裂かれ死亡した。
ジンメン
声 - 広瀬彰勇
食べた人間の顔が体表に現れ、死んではいるが生前の意思を持ったまま話したりすることが出来る。
魔王ゼノン
声 - アヴちゃん（女王蜂）
3つの頭と胸部に大きな口を持つ悪魔たちの王。人間態時はゼイ、ノン、ヌガという名の3人の人間に分裂する。アモンを抑え込んだ明に関心を抱き、本作品で初のデビルマンとの直接対決が描かれる。
サイコジェニー
声 - 高戸靖広
超強力な思念波を有するサタンの側近。普段は「ジェニー」という名の人間の姿に擬態し、了の秘書として行動する。

### その他の人々
フィキラ教授（Fikira）
声 - アナトリ・K
ロシア国籍の学者。古代先住民を研究しており、言語通訳者として了を雇いアマゾン奥地へ赴き、その最中にデーモンに合体されてしまう。デーモンに抗えないと知った彼は僅かに理性を保っているうちにガソリンを浴び焼身自殺を図った。死際の体は異形となり、炭化した体の体重は生前の2倍に増えていたと報告されており、この異常事態からデーモンの存在が有識者の間で露見した。
住職
声 - 浜添伸也
ホウセン寺の住職を務める男性。牧村家の両親と付合いがあり、最近子供が生まれたことが語られている。趣味で腕時計を収集しており、一度に5つもの時計を腕へまとっている。同じく収集趣味で銃器を多数所持しているが、銃規制に触れているか否かは不明である。複数のデーモンによって連れ去られ、暴力衝動を発散するために散々嬲られ死亡した。死際には所持品の自動拳銃を用いて反撃を試みたが、悪魔に対してはまるで効かなかった。

## 主題歌
主題歌「MAN HUMAN（DEVILMAN crybaby Ver.）」
歌 - 電気グルーヴ、作詞作曲 - 石野卓球
挿入歌「デビルマンのうた」
歌 - アヴちゃん（女王蜂）、作詞 - 阿久悠、作曲 - 三沢郷、編曲 - 牛尾憲輔
特別エンディングテーマ「今夜だけ」
歌 - 卓球と旅人

## 各話リスト
| 話数 | サブタイトル                                        | 絵コンテ                        | 演出     | 作画監督                                                                     |
| ---- | --------------------------------------------------- | ------------------------------- | -------- | ---------------------------------------------------------------------------- |
| I    | おまえが必要なんだ I NEED YOU                       | 湯浅政明                        | 湯浅政明 | 霜山朋久                                                                     |
| II   | 片手で十分だ ONE HAND IS ENOUGH                     | 湯浅政明                        | 柴田勝紀 | 小島崇史                                                                     |
| III  | オレは撮ったんだ！ BELIEVE ME!                      | Juan Manuel Laguna Abel Gongora | 吉田徹   | 上竹哲郎                                                                     |
| IV   | 明、来て COME, AKIRA                                | 霜山朋久                        | 霜山朋久 | 霜山朋久                                                                     |
| V    | シレーヌ、君は美しい BEAUTIFUL SILENE               | 押山清高                        | 押山清高 | 押山清高                                                                     |
| VI   | 悪魔でも人間でもない NEITHER DEMON NOR HUMAN        | 篠原啓輔                        | 篠原啓輔 | 和田直也                                                                     |
| VII  | 人間は弱く、悪魔は賢い WEAK HUMANS, WISE DEMONS     | 許平康                          | 種村綾隆 | 小畑賢、挽本敦子、小林優子 服部益美、服部憲知、武本大介 佐々木一浩、青野厚司 |
| VIII | オレはオレを知らなくてはならない I MUST KNOW MYSELF | 柴田勝紀                        | 柴田勝紀 | 川妻智美、西垣庄子、押山清高                                                 |
| IX   | 地獄へ墜ちろ、人間ども GO TO HELL, YOU MORTALS      | 湯浅政明                        | 小島崇史 | 小島崇史                                                                     |
| X    | 泣き虫 CRYBABY                                      | 湯浅政明                        | 湯浅政明 | 和田直也                                                                     |

## 評価
Crunchyrollアニメアワード2019において、本作品が最優秀作品賞、湯浅政明が最優秀監督賞を受賞した。
「crybaby」に対しては映像関係者、批評家から多数のコメントが寄せられている。原作者である永井豪は「crybaby」の完成版を観賞し、デビルマンの抱えるシュルレアリスム的な展開を抽象的なイメージを用いつつ映像化した湯浅の手腕を評価し、「面白かった」と肯定的にコメントしている。映画監督の園子温はナタリーのインタビューにおいて「crybaby」を原作の筋書きを踏襲しつつ、絵柄や独自の展開など様々な切り口を織り交ぜており、いい意味で意表を突かれたと肯定的に評価した。文藝春秋の小石輝は原作漫画の本質が「変身ヒーローを極限まで突き詰めたもの」であり「crybaby」はその点を掘り下げる意識化ができておらず映像化として失敗であると批判した。